# Dichrogaster zonata
Dichrogaster zonata là một loài tò vò trong họ Ichneumonidae.